# Misao Okawa
Misao Okawa (Kita, Osaka, Prefectura d'Osaka, Imperi Japonès, 5 de març de 1898 – Osaka, Prefectura d'Osaka, Japó, 1 d'abril de 2015) va ser una japonesa supercentenària que esdevingué la persona que més anys va viure del món des que va morir el japonès Jiroemon Kimura el 12 de juny de 2013 fins a la seva mort l'1 d'abril de 2015. Okawa va ser la persona més vella verificada mai nascuda a Àsia, i la que més anys va viure dels nascuts al segle xix. Okawa va ser la persona número 30 en assolir els 115 anys de manera verificada, la desena persona en assolir els 116 de manera verificada i la cinquena en assolir els 117.